# Aba (ninfa)
Na mitologia grega, Aba era a ninfa Náiade das nascentes, poços ou fontes da cidade de Ergisce em Cicônia, Trácia (uma Crineia). Com Posidão ela foi mãe do fundador epónimo da cidade, Ergiscos.
Possivelmente uma filha do rio Hebros.

## Referencias
- Suda. sec. X d.c. Bizâncio: [s.n.]